# Кидрон (Охајо)
Кидрон (енгл. Kidron) насељено је место без административног статуса у америчкој савезној држави Охајо.

## Демографија
По попису из 2010. године број становника је 944.
| Група             | 2000.    | 2010.       |
| Белци             | 0 (0,0%) | 918 (97,2%) |
| Афроамериканци    | 0 (0,0%) | 6 (0,6%)    |
| Азијати           | 0 (0,0%) | 8 (0,8%)    |
| Хиспаноамериканци | 0 (0,0%) | 5 (0,5%)    |
| Укупно            | 0        | 944         |